# João Pinheiro da Silva Filho
João Pinheiro da Silva Filho (Caeté, 14 de outubro de 1902 — ?, 10 de julho de 1956) foi um político brasileiro. Exerceu o mandato de deputado classista constituinte em 1934..
Ele é filho de João Pinheiro da Silva, que teve uma importante carreira política em Minas Gerais.

## Vida Pessoal
Começou seus estudos em Belo Horizonte e depois fez o preparatório no Ginásio Mineiro.
Em 1923 se formou pela Faculdade Livre de Direito de Minas Gerais.
Foi sócio-fundador do Instituto Brasileiro de Cultura. Além disso, participou ativamente de jornais e revistas com artigos de economia, sociologia e financeiros. Ele também foi sócio da Associação Brasileira de Imprensa (ABI) e do Pen Clube do Brasil.

## Carreira política
Logo no início de sua carreira começou a militar no foro da comarca de Frutal (MG), entre 1923 e 1925.
Em 1927 foi nomeado delegado regional da Polícia Civil em Poços de Caldas, pelo governador de Minas Gerais, Antônio Carlos Ribeiro de Andrada. No próximo ano foi promovido a delegado auxiliar e também se tornou prefeito comissionado de Poços de Caldas.
Ele também foi representante do governo mineiro no Instituto do Café do estado de São Paulo e no ano seguinte viajou à Europa e países orientais, a serviço do governo mineiro.
Fez parte da Aliança Liberal e em 1930 participou da revolução, integrando o estado-maior das forças revolucionárias em Minas Gerais.
Foi membro do Sindicato das Indústrias Metalúrgicas de Minas Gerais e acabou indicado a deputado da Assembleia Nacional Constituinte, em 1933.
Tomou posse no fim de 1933 e participou dos trabalhos constituintes. Teve seu mandato estendido até 1935. Nesse meio termo, ainda foi eleito o quarto vice-presidente da Confederação das Indústrias do Brasil, em 1934.
Não teve participação política durante o Estado Novo e apenas em 1945 voltou a participar e integrou o Conselho Nacional de Política Industrial e Comercial, até 1946.
Também foi membro do Conselho Nacional de Economia e presidiu esse conselho em 1951 e 1952.